# Joachim Frederik van Brandenburg
Joachim Frederik van Brandenburg (Cölln, 27 januari 1546 - Köpenick, 18 juli 1608) was van 1598 tot aan zijn dood keurvorst van Brandenburg. Hij behoorde tot het huis Hohenzollern.

## Levensloop
Joachim Frederik was de zoon van keurvorst Johan Georg van Brandenburg en diens eerste echtgenote Sophia van Liegnitz, dochter van hertog Frederik II. Van 1552 tot 1598 was hij diocesaan administrator van het bisdom Havelberg en oefende dezelfde functie uit in het prinsbisdom Lebus (1555-1598) en het bisdom Brandenburg (1569-1571). Bovendien was hij van 1566 tot 1598 diocesaan administrator van het aartsbisdom Maagdenburg. Vanuit deze functie ondertekende hij in 1577 de Concordiënformule en in 1580 het Concordiënboek. 
Toen hij in 1598 de regering van het keurvorstendom Brandenburg overnam, voerde hij geen beduidende veranderingen door. In 1599 liet hij bij Driesen in der Neumark tevergeefs naar metaalafzettingen zoeken. In 1601 liet hij in de Burcht Grimnitz in Joachimsthal de eerste glashut van Brandenburg oprichten en liet daarvoor handwerkers uit Bohemen overkomen. In 1602 werd Driesen omgebouwd tot een fort en in 1603 liet hij het Finowkanaal tussen de Oder en de Havel aanleggen. Het eerste Finowkanaal werd echter tijdens de Dertigjarige Oorlog verwoest. In 1604 stichtte Joachim Frederik de Geheime Raad van Cölln, het hoogste bestuursorgaan in Brandenburg-Pruisen. 
Na het overlijden van markgraaf George Frederik I van Brandenburg-Ansbach erfde Joachim Frederik in 1603 het hertogdom Jägerndorf, dat hij in 1606 aan zijn tweede zoon Johan George schonk. Na het overlijden van George Frederik I werd hij eveneens regent van het hertogdom Pruisen, wat hij bleef tot aan zijn dood in 1608. In 1607 stichtte in Friedrichsthal een gymnasium.
In 1608 stierf Joachim Frederik op 62-jarige leeftijd toen hij tijdens een rit van Storkow naar Berlijn een beroerte kreeg. 

## Huwelijken en nakomelingen
Op 8 januari 1570 huwde Joachim Frederik met Catharina (1549-1602), dochter van markgraaf Johan I van Brandenburg-Küstrin. Ze kregen elf kinderen:
- Johan Sigismund (1572-1619), keurvorst van Brandenburg
- Anna Catharina (1575-1612), huwde in 1597 met koning Christiaan IV van Denemarken
- een doodgeboren dochter (1576)
- Johan George (1577-1624), hertog van Jägerndorf
- August Frederik (1580-1601)
- Albrecht Frederik (1582-1600)
- Joachim (1583-1600)
- Ernst (1583-1613)
- Barbara Sophia (1584-1636), huwde in 1609 met hertog Johan Frederik van Württemberg
- een doodgeboren dochter (1585/1586)
- Christiaan Willem (1587-1665), diocesaan administrator van het aartsbisdom Maagdenburg

Op 2 november 1603 huwde hij met zijn tweede echtgenote Eleonora van Pruisen (1583-1607), dochter van hertog Albrecht Frederik van Pruisen. Ze kregen een dochter:
- Maria Eleonore (1607-1675), huwde in 1631 met vorst Lodewijk Filips van Palts-Simmern

### Voorouders
| Kwartierstaat van Joachim Frederik van Brandenburg | Kwartierstaat van Joachim Frederik van Brandenburg                                  | Kwartierstaat van Joachim Frederik van Brandenburg                                  | Kwartierstaat van Joachim Frederik van Brandenburg                               | Kwartierstaat van Joachim Frederik van Brandenburg                               | Kwartierstaat van Joachim Frederik van Brandenburg                                         | Kwartierstaat van Joachim Frederik van Brandenburg                                         | Kwartierstaat van Joachim Frederik van Brandenburg                                         | Kwartierstaat van Joachim Frederik van Brandenburg                                         |
| -------------------------------------------------- | ----------------------------------------------------------------------------------- | ----------------------------------------------------------------------------------- | -------------------------------------------------------------------------------- | -------------------------------------------------------------------------------- | ------------------------------------------------------------------------------------------ | ------------------------------------------------------------------------------------------ | ------------------------------------------------------------------------------------------ | ------------------------------------------------------------------------------------------ |
| Overgrootouders                                    | Joachim I Nestor van Brandenburg (1484-1535) ∞ Elisabeth van Denemarken (1485-1555) | Joachim I Nestor van Brandenburg (1484-1535) ∞ Elisabeth van Denemarken (1485-1555) | George van Saksen (1471-1539) ∞ Barbara van Polen (1478-1534)                    | George van Saksen (1471-1539) ∞ Barbara van Polen (1478-1534)                    | Frederik I van Liegnitz (1446–1488) ∞ Ludmila van Podiebrad (1456-1503)                    | Frederik I van Liegnitz (1446–1488) ∞ Ludmila van Podiebrad (1456-1503)                    | Frederik I van Brandenburg-Ansbach (1460–1536) ∞ Sophia van Polen (1464-1512)              | Frederik I van Brandenburg-Ansbach (1460–1536) ∞ Sophia van Polen (1464-1512)              |
| Grootouders                                        | Joachim II Hector van Brandenburg (1505-1571) ∞ Magdalena van Saksen (1507-1534)    | Joachim II Hector van Brandenburg (1505-1571) ∞ Magdalena van Saksen (1507-1534)    | Joachim II Hector van Brandenburg (1505-1571) ∞ Magdalena van Saksen (1507-1534) | Joachim II Hector van Brandenburg (1505-1571) ∞ Magdalena van Saksen (1507-1534) | Frederik II van Legnica (1480-1547) ∞ Sophia van Brandenburg-Ansbach-Kulmbach (1485-1537), | Frederik II van Legnica (1480-1547) ∞ Sophia van Brandenburg-Ansbach-Kulmbach (1485-1537), | Frederik II van Legnica (1480-1547) ∞ Sophia van Brandenburg-Ansbach-Kulmbach (1485-1537), | Frederik II van Legnica (1480-1547) ∞ Sophia van Brandenburg-Ansbach-Kulmbach (1485-1537), |
| Ouders                                             | Johan Georg van Brandenburg (1525-1598) ∞ Sophia van Liegnitz (1525-1546)           | Johan Georg van Brandenburg (1525-1598) ∞ Sophia van Liegnitz (1525-1546)           | Johan Georg van Brandenburg (1525-1598) ∞ Sophia van Liegnitz (1525-1546)        | Johan Georg van Brandenburg (1525-1598) ∞ Sophia van Liegnitz (1525-1546)        | Johan Georg van Brandenburg (1525-1598) ∞ Sophia van Liegnitz (1525-1546)                  | Johan Georg van Brandenburg (1525-1598) ∞ Sophia van Liegnitz (1525-1546)                  | Johan Georg van Brandenburg (1525-1598) ∞ Sophia van Liegnitz (1525-1546)                  | Johan Georg van Brandenburg (1525-1598) ∞ Sophia van Liegnitz (1525-1546)                  |
| Joachim Frederik van Brandenburg (1546-1608)       |                                                                                     |                                                                                     |                                                                                  |                                                                                  |                                                                                            |                                                                                            |                                                                                            |                                                                                            |